# Agnieszka Fórmanowska
Agnieszka Fórmanowska (ur. 1 stycznia 1988) – polska aktorka filmowa i telewizyjna, architekt.

## Życiorys
Absolwentka Wydziału Architektury Politechniki Wrocławskiej. W latach 2010–2019 pracowała w prywatnej pracowni architektonicznej w Ostrowie Wielkopolskim, zajmując się m.in. projektowaniem wystaw i wnętrz muzealnych. Współpracowała przy tworzeniu scenografii do filmu Bitwa pod Wiedniem (2012, reż. Renzo Martinelli).
Jako aktorka debiutowała w 2008 roku, występując głównie w serialach telewizyjnych. W 2018 roku zagrała główną rolę w filmie Studniówk@ (reż. Alessandro Leone), za którą otrzymała w 2019 roku  dwie antynagrody Węże w kategoriach: najgorsza rola żeńska oraz najgorszy duet na ekranie.

## Filmografia
- Przeznaczenie (2008) - Julita Smolicz (odc. 1)
- Barwy szczęścia (2009 - 2015) - Oliwia Halicka (odc. 368, 443, 468, 533, 544, 552, 553, 585, 640, 675, 676, 1380)
- Służby specjalne (2014) - dentystka
- Służby specjalne (2014) - dentystka (odc. 4)
- Na sygnale (2014) - Basia (odc. 25)
- Pakt (2015) - odc. 3, 6
- Studniówk@ (2018) - Agnieszka Cieślawska